# Arif Dirlik
Arik Dirlik (Mersin, Turquia, 1940 - Eugene, Oregon, 1 de desembre de 2017) va ser un historiador i professor universitari estatunidenc d'origen turc que va publicar extensament sobre la historiografia i la ideologia política de la Xina moderna, així com sobre qüestions relacionades amb la modernitat, la globalització i la crítica postcolonial. Alguns dels seus llibres més destacats foren Anarchism in the Chinese Revolution i The Postcolonial Aura: Third World Criticism in the Age of Global Capitalism.